# (73959) 1997 WV11
(73959) 1997 WV11 – planetoida z pasa głównego asteroid okrążająca Słońce w ciągu 5,72 lat w średniej odległości 3,2 j.a. Odkryta 22 listopada 1997 roku.